# Il mistero del DNA
Il mistero del DNA è il terzo album in studio da solista del cantautore italiano Marco Ligabue, pubblicato nel 2017.

## Tracce
1. Uno più uno – 3:15
2. Il mistero del DNA – 3:24
3. Cuore onesto – 3:20
4. Una sosta dal mondo – 2:52
5. Spirito libero – 3:26
6. Mappamondo – 3:06
7. Un attimo fa (feat. Lucariello) – 2:59
8. Un passo fuori dall'ombra – 3:58
9. C'è chi vive ballando – 3:10